# Ahuacatlán, Puebla
Ahuacatlán är en ort i Mexiko.   Den ligger i kommunen Huauchinango och delstaten Puebla, i den sydöstra delen av landet, 140 km nordost om huvudstaden Mexico City. Ahuacatlán ligger 1 704 meter över havet och antalet invånare är 1 860.
Terrängen runt Ahuacatlán är huvudsakligen kuperad, men söderut är den bergig. Runt Ahuacatlán är det ganska tätbefolkat, med 160 invånare per kvadratkilometer. Närmaste större samhälle är Huauchinango, 6,4 km nordväst om Ahuacatlán. I omgivningarna runt Ahuacatlán växer i huvudsak blandskog.